# کوله‌سیستوگرافی
کوله‌سیستوگرافی یا زردآبدان‌نگاری (به انگلیسی: Cholecystography) یک روش تصویر برداری از کیسه صفرا، مجرای صفراوی به کمک یک ماده رادیواوپک است. در روش دهانی کوله‌سیستوگرافی، یک ماده خشک جذب شونده از روده به بیمار داده می‌شود که این ماده در کیسه صفرا متمرکز و به خوبی توسط اشعه ایکس قابل دید می‌شود.
اختلالات (به‌طور مثال سنگ کیسه صفرا) ممکن است در نواحی رادیولوسنت نشان داده شود.
- کوله‌سیستوگرافی دهانی معمولاً برای در بیماری‌های مشکوک به بیماری‌های کیسه صفرا مورد استفاده قرار می‌گیرید.
- رنگ‌های جدیدتر که امکان تصویربرداری از مجرای صفراوی بدون تغلیظ در  کیسه صفرا را دارند به صورت داخل وریدی تجویز می‌شوند و جهت برای تعیین یا رد وجود انسداد مجاری صفرا یا بیماری‌های صفراوی عودکننده بعد از عمل جراحی صفراوی مورد استفاده قرار می‌گیرند.

از آنجا که تنها ۱۰ درصد از سنگ‌های صفراوی رادیواپک هستند، ۹۰٪ باقی‌مانده به نظر می‌رسد که در پس زمینه مات در یک اشعه ایکس شکمی شفاف به نظر برسند.
- امروزه استفاده از  سونوگرافی و سی‌تی‌اسکن بیش از کوله‌سیستوگرافی دهانی کاربرد دارد. همچنین در صورت نیاز، کوله‌سیستوگرافی از طریق عروق و کولانژیوگرافی  نیز ممکن است به انجام برسد.